# James Hackett

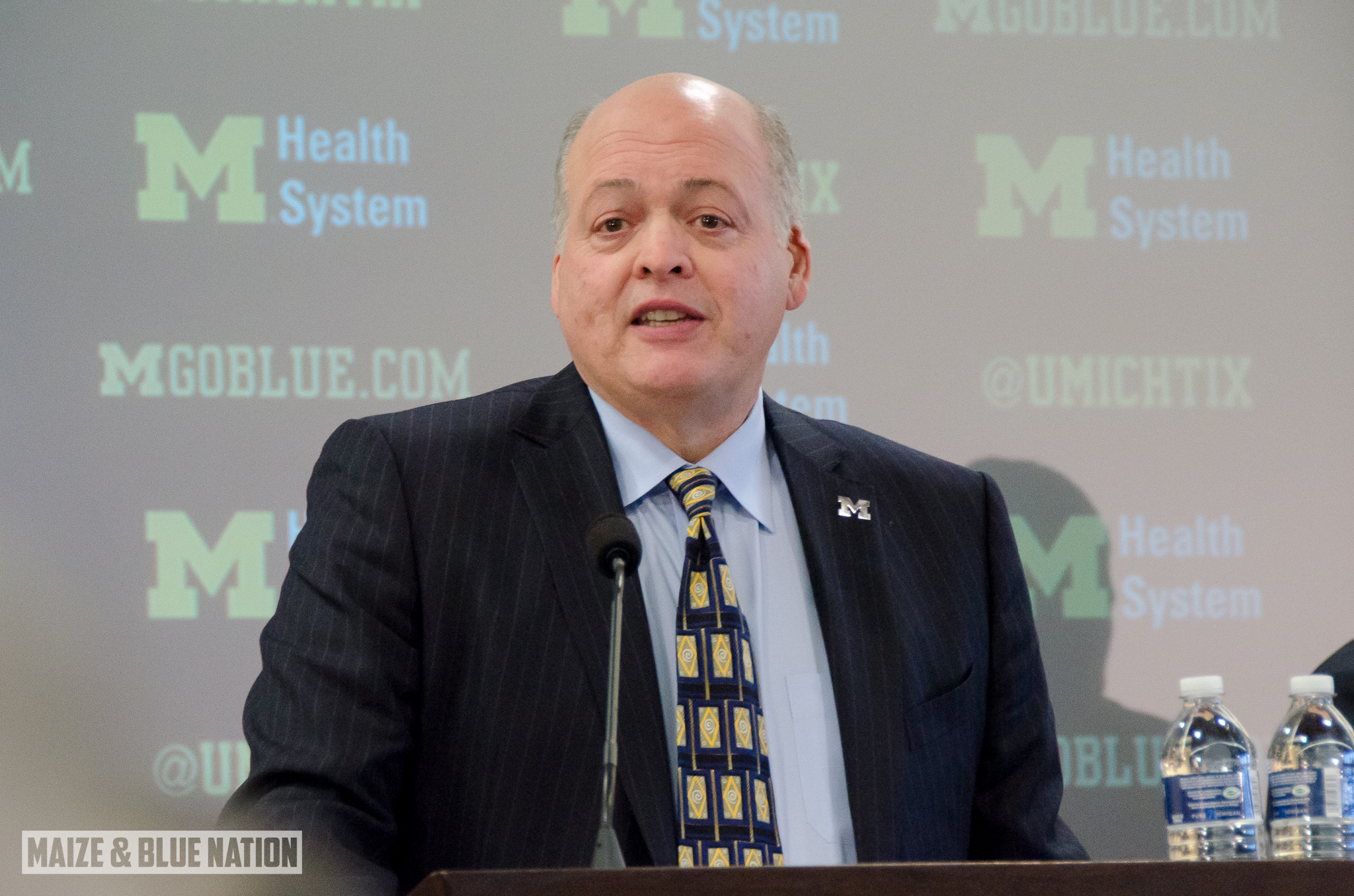
James Hackett, 2014

James Patrick „Jim“ Hackett (* 22. April 1955 in London, Ohio) ist ein amerikanischer Manager. Er war von 2017 bis 2020 Präsident und CEO der Ford Motor Company.

## Leben
James „Jim“ Hackett verließ 1977 die University of Michigan mit einem Bachelor in Finanzwirtschaft. Anschließend war Hackett im Vertrieb bei Procter & Gamble in Detroit beschäftigt. 1981 wechselte er zur Büromöbelfirma Steelcase, wo er 1994 im Alter von 39 zum CEO aufstieg. In dieser Position blieb er bis zu seinem Eintritt in den Ruhestand 2014. Während seiner Amtszeit baute er fast 12.000 Arbeitsplätze ab. Er wurde 2017 nach dem Abtritt von Mark Fields Geschäftsführer von Ford und blieb dies bis zum Jahr 2020, als Ford während der Corona-Pandemie in die roten Zahlen geriet und infolgedessen Jim Farley neuer CEO wurde.
Hackett ist verheiratet und hat zwei Söhne. Er lebt in Grand Rapids, Michigan.